# Dingen
Dingen er en by og kommune i det nordlige Tyskland, beliggende i Amt Burg-Sankt Michaelisdonn under Kreis Dithmarschen. Kreis Dithmarschen ligger i den sydvestlige del af delstaten Slesvig-Holsten.

## Geografi
Kommunen Dingen ligger omkring halvejs mellem Sankt Michaelisdonn og Brunsbüttel ved Landesstraße 138 nord for Eddelak. Kommunen består ud over selve Dingen, af landsbyerne Dingerdonn, Friedrichshof, Kämpenberg og Sandhayn.

### Nabokommuner
Nabokommuner er (med uret fra nord) Sankt Michaelisdonn, Quickborn, Kuden, Eddelak, Ramhusen og Volsemenhusen (alle i Kreis Dithmarschen).